# Marie Gaudin

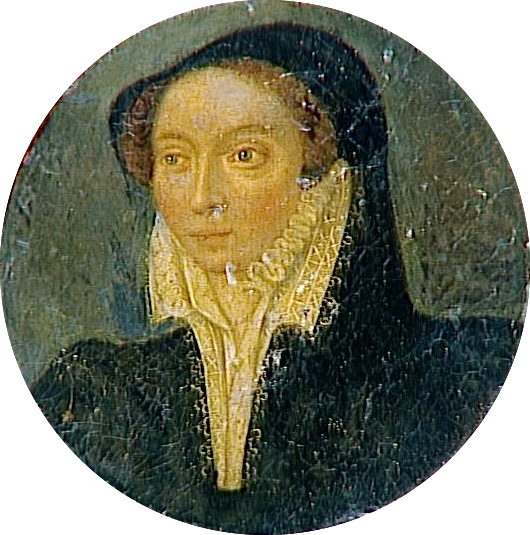
Marie Gaudin

Marie Gaudin, född 1495, död 1580, var en engelsk hovfunktionär, känd som älskarinna till Frans I av Frankrike och påven Leo X. Hon var Frans första älskarinna under hans tid som kung, även om förhållandet aldrig blev officiellt, och hade också en förbindelse med påven under dennes möte med Frans i Bologna. Hon  gifte sig med Philibert Babou. Hon var hovdam åt Frankrikes drottning Eleonora av Österrike.